# Ophrys carpinensis
Ophrys carpinensis är en orkidéart som beskrevs av Othmar Danesch och Edeltraud Danesch. Ophrys carpinensis ingår i ofryssläktet, och familjen orkidéer.
Artens utbredningsområde är Italien. Inga underarter finns listade i Catalogue of Life.